# Юдович Симон Захарович
Симон (Семен) Захарович Юдович (21 листопада 1907, Мстиславль — 14 липня 1999, Запоріжжя) — український радянський металург, технолог-машинобудівник, педагог. Доктор технічних наук, доцент. Лауреат Державної премії УРСР в галузі науки і техніки (1971). Засновник наукової школи із впливу різних факторів виробництва на здатність до штампування сталей та сплавів.
Понад 15 років — головний інженер металургійного підприємства «Дніпроспецсталь» (1940—1956). Наприкінці 1950-х років розпочав наукову діяльність, понад 40 років викладав у Запорізькому машинобудівному інституті імені В. Я. Чубаря (1956—1998). Автор близько 120 наукових робіт, понад 10 авторських свідоцтв на винаходи.

## Життєпис
Народився 21 листопада 1907 року в місті Мстиславль (теперішня Білорусь).
З 17 років працював слюсарем Дніпропетровського металургійного заводу. У 1934 році закінчив Дніпропетровський металургійний інститут, після чого направлений на новостворений металургійний комбінат «Запоріжсталь», де обіймав посади начальника зміни, начальника прокатного цеху, головного інженера. У 1936—1937 роках перебував у відрядженні в США.
З 1940 року — головний інженер металургійного підприємства «Дніпроспецсталь». З початком німецько-радянської війни керував евакуацією заводу до Сталінська та створенням на його базі нового тимчасового підприємства «Спецсталь», працював на Кузнецькому металургійному комбінаті. У 1949 році захистив дисертацію та здобув науковий ступінь кандидата технічних наук.
На початку 1950-х років піддавався переслідуванням Міністерства державної безпеки УРСР, як «єврейський буржуазний націоналіст», пов'язаний із групою євреїв Кузнецького металургійного комбінату, заарештованих за «шкідницьку та шпигунську діяльність». На Симона Юдовича та ще низку осіб була заведена агентурна справа «Земляки», встановлено стеження, йшла підготовка до арешту, але його вдалось уникнути.
У 1956 році розпочав наукову діяльність, обійняв посаду доцента кафедри металознавства та технології металів Запорізького машинобудівного інституту імені В. Я. Чубаря під керівництвом Бориса Натапова. У 1960 році Львом Живовим була створена кафедра машин і технології обробки металів тиском, на яку й перейшов Симон Юдович, дотичний до її розбудови.
Працював на кафедрі понад 40 років, майже до кінця життя. Жив у Запоріжжі, в будинку № 22 по проспекту Металургів. Помер на 92-му році життя 14 липня 1999 року.

## Наукова діяльність
Автор близько 120 наукових робіт, понад 10 авторських свідоцтв на винаходи. Науковий керівник близько 10 кандидатів наук. Серед учнів Симона Юдовича — науковці Євген Білий, Валентин Дубина, Віктор Павлов, Степан Кравчун, Микола Халявко тощо.
Засновник наукової школи із впливу різних факторів виробництва на здатність до штампування сталей та сплавів. Співрозробник дешевої та технологічної сталі для дисків компресорів, цементувальної конструкційної сталі.
У 1971 році, разом із колегами, нагороджений Державною премією УРСР в галузі науки і техніки «за докорінне вдосконалення технології холодної листової штамповки деталей і її впровадження на автомобільних заводах СРСР».

## Нагороди
- 1943 — орден Трудового Червоного Прапора — «за зразкове виконання завдань Державного Комітету Оборони із забезпечення військової промисловості якісним металом та введення в дію нових потужностей на Кузнецькому металургійному комбінаті імені Сталіна»
- 1945 — орден Трудового Червоного Прапора — «за успішне виконання завдань Державного Комітету Оборони з нарощування потужностей, освоєння виплавки нових марок сталей та збільшення виробництва металу для оборонної промисловості»
- 1945 — орден Вітчизняної Війни I ступеня — «за успішне виконання завдань Державного Комітету Оборони із забезпечення металом виробництва танків, літаків, озброєння та боєприпасів»
- 1971 — Державна премія УРСР в галузі науки і техніки — «за докорінне вдосконалення технології холодної листової штамповки деталей і її впровадження на автомобільних заводах СРСР»
- орден «Знак пошани»
- третій орден Трудового Червоного Прапора[1]